# Domatha celeris
Domatha celeris là một loài nhện trong họ Thomisidae.
Loài này thuộc chi Domatha. Domatha celeris được Wladislaus Kulczynski miêu tả năm 1911.